# 10. јун
10. јун (10.6) је 161. дан године по грегоријанском календару (162. у преступној години). До краја године има још 204 дана.

## Догађаји
- 1610 — Први холандски досељеници искрцали се на острво Менхетн, сада централни део Њујорка. Холанђани 1626. за неколико бала тканине и јефтину бижутерију од Индијанаца откупили острво и на његовом јужном делу подигли насеље Нови Амстердам.
- 1719 — Римско-немачки цар Карло VI протерао Шпанце са Сицилије.
- 1793 — У Паризу отворен први јавни зоолошки врт.
- 1868 — У Кошутњаку, у Београду у атентату убијен је кнез Михаило Обреновић. Атентатори су ухапшени, одмах осуђени и стрељани на Карабурми. За учешће у завери оптужен је бивши кнез Александар Карађорђевић.
- 1918 — Италијански торпедни чамац потопио аустроугарски бојни брод Сент Иштван у Јадранском мору: више од 60 погинулих.
- 1898 — Америчке трупе у Шпанско-америчком рату извршиле инвазију на Кубу.
- 1909 — Први пут употребљен сигнал SOS, када је линијски брод Славонија компаније Кјунард, доживео бродолом на Азорским острвима.
- 1924 — Фашисти киднаповали и потом убили Ђакома Матеотија, лидера италијанских социјалиста.
- 1940 — Италија, као савезник Немачке у Другом светском рату, објавила рат Француској и Уједињеном Краљевству.
- 1942 — Нацисти су у Другом светском рату потпуно уништили чешко село Лидице, што је била одмазда за атентат на нацистичког протектора Чешке и Моравске и једног од најзначајнијих Хитлерових сарадника Рајнхарда Хајдриха. Атентат 27. маја извршили Јозеф Габчик и Јан Кубиш, чешки командоси-падобранци послати из Велике Британије.
- 1945 — Почело је суђење у Београду четнику Дражи Михаиловићу, другим припадницима четничког покрета и званичницима Недићеве администрације.
- 1967 — Завршен шестодневни израелско-арапски рат у којем је Израел заузео територије Сирије, Јордана и Египта, које укључују источни Јерусалим, Западну обалу, Газу и Синајско полуострво. СССР прекинуо дипломатске односе са Израелом.
- 1970 — У Јордану најмање 100 људи убијено у сукобу владиних снага и палестинских герилаца.
- 1971 — САД укинуле двадесетогодишњи ембарго на трговину с Кином.
- 1990 —
  - Перуански политичар јапанског порекла Алберто Фуџимори на председничким изборима у Перуу победио књижевника Марија Варгаса Љосу.
  - На првим вишестраначким парламентарним изборима у Чехословачкој од 1946. победио Грађански форум, који је основао књижевник Вацлав Хавел.
  - На вишестраначким изборима у Бугарској изборну победу однела Бугарска социјалистичка партија, бивши комунисти.
- 1996 — Представници чеченских сепаратиста и Русије потписали споразум којим су утврђене основе за окончање осамнаестомесечног рата у Чеченији.
- 1997 — По налогу лидера Црвених Кмера Пола Пота убијен један од његових најближих сарадника Сон Сен и 11 чланова његове породице.
- 1998 — Протестом у Приштини, на којем је тражен долазак снага НАТО на Космет, косметски Албанци прекинули свакодневне получасовне протестне шетње које су под мотом „Косово, највећи затвор на свету“, организовали током два месеца. Протести са истим захтевом одржани су и у Тирани и Скопљу.
- 1999 — НАТО прекинуо бомбардовање Југославије пошто су се прве јединице Војске Југославије, на основу Кумановског споразума потписаног претходног дана у Куманову, повукле са Космета. Председник Југославије Слободан Милошевић саопштио да је током агресије НАТО на Југославију погинуло 462 припадника ВЈ и 114 полицајаца.
- 2001 — Медијски магнат Силвио Берлускони по други пут постао премијер Италије пошто је његова партија освојила 30% гласова више од било које друге партије. Његова влада 59. у Италији од Другог светског рата.
- 2003 — У Торонту (Канада), први пут у тој земљи, легално склопљен брак два хомосексуалца.

## Рођења
- 1819 — Гистав Курбе, француски сликар, најзначајнији представник реализма у сликарству. (прем. 1877)[1]
- 1868 — Мирослав Милисављевић, српски генерал. (прем. 1929)
- 1889 — Сесуе Хајакава, јапански глумац. (прем. 1973)[2]
- 1895 — Хати Макданијел, америчка глумица, музичарка и комичарка. (прем. 1952)[3]
- 1910 — Хаулин Вулф, амерички блуз музичар. (прем. 1976)[4]
- 1915 — Сол Белоу, канадско-амерички писац, добитник Нобелове награде за књижевност (1976). (прем. 2005)[5]
- 1922 — Џуди Гарланд, америчка глумица, певачица и плесачица. (прем. 1969)[6]
- 1931 — Жоао Жилберто, бразилски музичар. (прем. 2019)[7]
- 1941 — Јирген Прохнов, немачки глумац.[8]
- 1959 — Карло Анчелоти, италијански фудбалер и фудбалски тренер.[9]
- 1962 — Џина Гершон, америчка глумица и списатељица.[10]
- 1963 — Џин Триплхорн, америчка глумица.[11]
- 1964 — Ендру Никол, новозеландски редитељ, сценариста и продуцент.[12]
- 1965 — Елизабет Херли, енглеска глумица и модел.[13]
- 1967 — Хејмир Халгримсон, исландски фудбалер и фудбалски тренер.[14]
- 1983 — Лили Собијески, америчка глумица.[15]
- 1984 — Иван Раденовић, српски кошаркаш.[16]
- 1985 — Каја Канепи, естонска тенисерка.[17]
- 1985 — Василис Торосидис, грчки фудбалер.[18]
- 1985 — Анди Шлек, луксембуршки бициклиста.[19]
- 1988 — Јагош Вуковић, српски фудбалер.[20]
- 1988 — Џеф Тиг, амерички кошаркаш.[21]
- 1989 — Ел Фарду Бен, коморски фудбалер.[22]
- 1989 — Александра Стан, румунска музичарка.[23]
- 1992 — Кејт Аптон, амерички модел и глумица.[24]
- 1996 — Александар Лазић, босанскохерцеговачки кошаркаш.[25]
- 1999 — Ели Делво, белгијска певачица.
- 1999 — Рафаил Леао, португалски фудбалер.[26]

## Смрти
- 1190 — Фридрих Барбароса, краљ Немачке и цар Светог римског царства (рођ. 1122)
- 1836 — Андре Мари Ампер, француски физичар и математичар, оснивач електродинамике.[27]
- 1868 — Михаило Обреновић, српски кнез.
- 1868 — Анка Константиновић, сестра од стрица кнеза Михаила, ауторка најстаријег сачуваног женског дневника код нас.
- 1875 — Јован Миленко Грчић, српски песник и доктор медицине. (рођ. 1846)
- 1912 — Антон Ашкерц, словеначки песник и богословац. (рођ. 1856)[28]
- 1923 — Пјер Лоти, француски писац.
- 1934 — Фредерик Делијус, енглески композитор.[29]
- 1942 — Бошко Палковљевић Пинки, народни херој.
- 1946 — Џек Џонсон, амерички боксер, прци црнац шампион тешке категорије.[30]
- 1949 — Карл Ваугоин, аустријски политичар.[31]
- 1967—  Спенсер Трејси, амерички филмски глумац.[32]
- 1982—  Рајнер Вернер Фасбиндер, немачки редитељ,сценариста и глумац.[33]
- 2000 — Хафиз ел Асад, председник Сирије.[34]
- 2002 — Џон Готи, амерички мафијашки бос.[35]
- 2004 — Реј Чарлс, блуз и џез аутор.[36]
- 2010 — Влахо Орлић, је био југословенски ватерполиста и тренер. (прем. 1934)[37]

## Празници и дани сећања
- Српска православна црква слави:
  - Светог Никиту Исповедника, епископа халкидонског.
  - Свету мученицу Еликониду
  - Светог Игњатија, епископа ростовског